# Central Trains
Central Trains est une entreprise ferroviaire britannique, exploitant dans le cadre d'une concession voyageurs des lignes locales et interrégionales dans le centre de l'Angleterre. L'exploitation est centrée sur Birmingham dans le comté des Midlands occidentales.
Le 19 octobre 2004, le ministre des transports, Alistair Darling, a annoncé qu'à l'échéance de la concession en cours (fin 2006), celle-ci serait supprimée et le réseau affecté à Central Trains partagé entre les concessions voisines : Silverlink, Chiltern Railways, Virgin Cross Country, Midland Mainline et Northern Rail. La relation Northampton-Long Buckby-Coventry-Birmingham International-Birmingham New Street a été transférée de Silverlink à Central Trains fin 2004. À tort ou à raison, Central Trains a acquis une mauvaise image de marque sur certaines lignes pour la mauvaise qualité et le manque de fiabilité du service - la ligne la plus marquée étant probablement celle de Liverpool à Norwich, avec des retards importants, des rames bondées, le manque de commodités (toilettes, restauration de base), les annulations, etc.
Central Trains est une filiale de National Express.

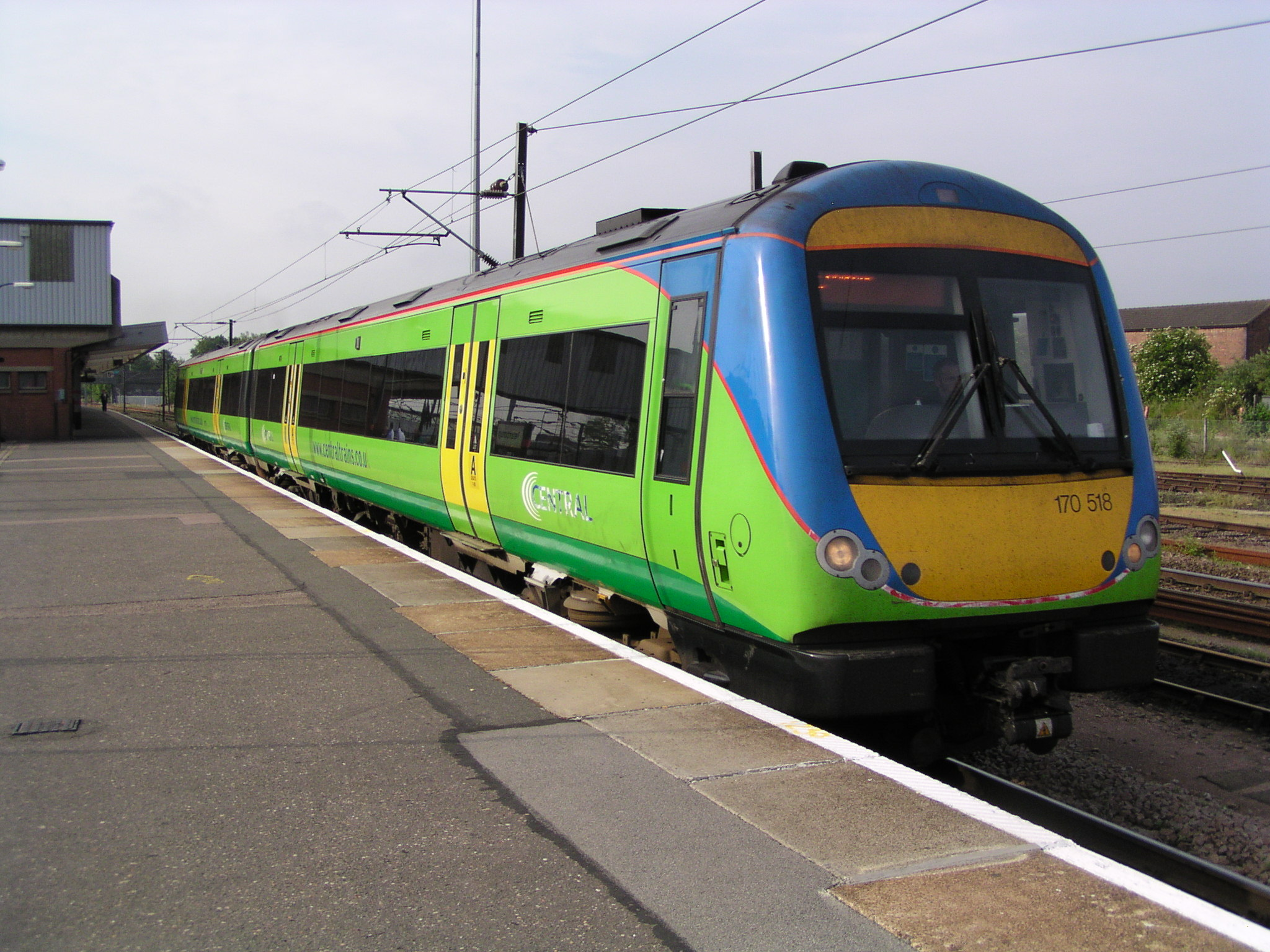
Rame Classe 170 no 170518 à Peterborough en juin 2004

## Matériel roulant
Quand National Express prit en charge la concession de Central Trains en 1997, l'entreprise démarra avec les dernières rames des années 1960 à « portières battantes ». À partir de 2000, à deux ans de l'échéance gouvernementale, le matériel était hors service.
Central Trains a reçu la livraison de 30 nouvelles rames Classe 350 Desiro, aptes à 160 km/h, pour les services sur la ligne West Coast Main Line entre Birmingham et Northampton/Liverpool. Ces ajouts font partie d'un investissement de 100 millions de livres par la SRA pour améliorer le confort, la commodité, la vitesse et l'accessibilité. Malgré ces améliorations, le parc de Central Trains n'est pas très adapté à certains de ses plus longs itinéraires.
La majorité des services de Central Trains sont exploités à l'aide de rames diesel, du fait que les lignes ne sont pas électrifiées, ce qui est assez courant au Royaume-Uni.

### Parc Diesel
L'entreprise dispose de plusieurs séries de rames automotrices diesel :
- 53 rames Classe 170 Turbostar
- 12 rames Classe 158 Sprinter Express
- 12 rames Classe 156 SuperSprinter
- 16 rames Classe 153 SuperSprinter
- 36 rames Classe 150 Sprinter

### Parc électrique
Central Trains dispose de plusieurs rames électriques des types suivants :
- 4 rames Classe 321 (rames louées à Silverlink)
- 26 rames Classe 323
- 30 rames Classe 350 Desiro (plusieurs rames sont louées à Silverlink au jour le jour)

## Réseau
Central Trains dessert 232 gares dans les régions des Midlands, du Nord-Ouest et d'East Anglia. La plupart des services sont exploitées sous les couleurs de Central Trains à l'exception de ceux du comté des Midlands occidentales qui se font dans le cadre d'une convention avec Centro, (West Midlands Passenger Transport Executive) sous une livrée spécifique. Le plus notable de ces services est la relation Birmingham Cross-City Line qui relie Lichfield à Redditch en traversant Birmingham de part en part. L'entreprise gère elle-même 193 gares. Les principales villes desservies sont les suivantes :
- Birmingham
- Cambridge
- Cardiff
- Derby
- Ely
- Leicester
- Lincoln
- Liverpool
- Loughborough
- Manchester
- Northampton
- Norwich
- Nottingham
- Nuneaton
- Peterborough
- Sheffield
- Shrewsbury
- Tamworth
- Telford
- Wolverhampton
- Worcester

## Avenir
La fin de la concession a été annoncée pour le début 2007, dans le cadre d'un réaménagement des concessions voyageurs dans les Midlands - Central trains sera remplacé par Cross Country (dont le réseau sera étendu), West Midlands (en partie avec Silverlink) et East Midlands (en partie avec Midland Mainline)